# Who Am I? (film, 2009)
Pour les articles homonymes, voir Who Am I? (homonymie).
Pour plus de détails, voir Fiche technique et Distribution.
Who Am I? (en khmer ខ្ងុំជាអ្នកណា, Kyom Chear Nak Na) est un film cambodgien réalisé par la réalisatrice et femme de lettres Phoan Phoung Bopha, sorti en 2009.

## Synopsis
Rath, une jeune femme cambogienne-américaine, revient au Cambodge rencontrer son actrice khmère favorite, Thida. Elles deviennent des amies très proches et Rath s'installe dans la famille de Thida. Sans que Thida s'en aperçoive, Rath est tombée amoureuse d'elle. Thida finit par découvrir ses propres sentiments envers Rath, mais la famille de la jeune actrice a déjà choisi son mari, un homme fortuné.

## Fiche technique
- Scénario : Phoan Phoung Bopha et Bol Pisey
- Réalisation : Phoan Phoung Bopha
- Producteur : Phoan Phoung Bopha
- Langue : khmer
- Distribution : Pkal Pream Production
- Durée : 120 minutes (2 h)
- Date de sortie : 1er avril 2009

## Distribution
- Keo Sreyneang : Rath
- Ny Monica : Thida

## Autour du film
La réalisatrice espérait en faisant ce film combattre les préjugés et les discriminations envers les lesbiennes. L'homosexualité est un sujet qui n'est abordé que depuis très récemment au Cambodge : « Le sujet des relations lesbiennes n'a jamais été exploré dans un film cambodgien auparavant. […] Les Cambodgiens pensent généralement que l'amour entre personnes du même sexe est immoral et discrédite la réputation de la famille. »
Le film a attiré 4 000 spectateurs, ce qui en fait un succès au Cambodge,.